# Выборы в Мариуполе
Выборы в Мариуполе

## Местные выборы на Украине (2015)
| №  | Партия                   | Голосов, чел. | Голосов, % | Мест |
| -- | ------------------------ | ------------- | ---------- | ---- |
|    | явка                     | 120051        | 36,35 %    |      |
| 1  | УКРОП                    | 3752          | 3,2065 %   | 0    |
| 2  | Оппозиционный блок       | 74736         | 63,8709 %  | 45   |
| 3  | Сила людей               | 9189          | 7,8531 %   | 5    |
| 4  | Наш край                 | 6288          | 5,3739 %   | 4    |
| 5  | Нова держава             | 1172          | 1,0016 %   | 0    |
| 6  | Самопомощь               | 3372          | 2,8818 %   | 0    |
| 7  | Батькивщина              | 3587          | 3,0655 %   | 0    |
| 8  | Солидарность             | 5064          | 4,3278 %   | 0    |
| 9  | Партия простых людей     | 2730          | 2,3331 %   | 0    |
| 10 | Сильная Украина          | 1190          | 1,0170 %   | 0    |
| 11 | Молодь до влады          | 3209          | 2,7425 %   | 0    |
| 12 | Свобода                  | 706           | 0,6034 %   | 0    |
| 13 | Радикальная партия Ляшко | 2016          | 1,7229 %   | 0    |

## Президентские выборы на Украине (2014)
Явка на выборах в городе Мариуполе составила 14,47 %, голосовать пришло 46 695 человек из 322 760, имеющих право голоса. Для сравнения общее число пришедших голосовать в Донбассе составило 190 794 человек из 906 768 (активность — 21,04 %). По результатам обработки 100 % участков (216) голоса распределились следующим образом:
| №     | Кандидат                     | Голосов, чел. | Голосов, % |
| ----- | ---------------------------- | ------------- | ---------- |
|       | явка                         | 47077         | 14,44 %    |
| 1     | Порошенко Пётр Алексеевич    | 17964         | 38,16 %    |
| 2     | Тигипко Сергей Леонидович    | 9193          | 19,53 %    |
| 3     | Рабинович Вадим Зиновьевич   | 3003          | 6,38 %     |
| 4     | Добкин Михаил Маркович       | 2994          | 6,36 %     |
| 5     | Тимошенко Юлия Владимировна  | 2584          | 5,49 %     |
| 6     | Симоненко Пётр Николаевич    | 2014          | 4,28 %     |
| 7     | Гриценко Анатолий Степанович | 1869          | 3,97 %     |
| 8     | Ляшко Олег Валерьевич        | 1522          | 3,23 %     |
| 9     | Богомолец Ольга Вадимовна    | 1226          | 2,60 %     |
| 10    | Коновалюк Валерий Ильич      | 1080          | 2,29 %     |
| 11    | Ярош Дмитрий Анатольевич     | 500           | 1,06 %     |
| 12-13 | Бойко Юрий Анатольевич       | 369           | 0,78 %     |
| 12-13 | Тягнибок Олег Ярославович    | 369           | 0,78 %     |
| 14    | Гриненко Андрей Валерьевич   | 193           | 0,41 %     |
| 15    | Клименко Александр Иванович  | 111           | 0,24 %     |
| 16-17 | Маломуж Николай Григорьевич  | 100           | 0,21 %     |
| 16-17 | Кузьмин Ренат Равельевич     | 100           | 0,21 %     |
| 18    | Куйбида Василий Степанович   | 51            | 0,11 %     |
| 19-20 | Саранов Владимир Георгиевич  | 28            | 0,06 %     |
| 19-20 | Цушко Василий Петрович       | 28            | 0,06 %     |
| 21    | Шкиряк Зорян Несторович      | 18            | 0,04 %     |

## Местные выборы 2010
На выборах 31 октября 2010 года наблюдалась минимальная за всю историю города явка избирателей: из 344 721 человек, зарегистрированных по избирательным спискам на этих выборах приняли участие 123 303 человек — 35,77 %.

### Кандидаты в депутаты по одномандатным мажоритарным избирательным округам
Всего в Мариуполе было создано 38 одномандатных мажоритарных избирательных округов. Таким образом было избрано 38 депутатов Мариупольского городского совета.

### Кандидаты в депутаты по округам
Округ № 1:
- 1) Коник Дмитрий Александрович
- 2) Красновский Сергей Борисович
- 3) Малаева Татьяна Николаевна
- 4) Пашков Александр Петрович

Округ № 2:
- 1) Вевенко Дмитрий Витальевич
- 2) Кузюткин Николай Иванович
- 3) Лихачёва Галина Александровна
- 4) Лихачёва Евгения Васильевна
- 5) Решетняк Игорь Николаевич
- 6) Салалама Юрий Абдель-Азиз
- 7) Безима Михаил Андреевич

Округ № 3:
- 1) Иващенко Константин Владимирович
- 2) Истомин Андрей Борисович
- 3) Конышев Геннадий Аркадьевич
- 4) Сопутняк Владимир Викторович
- 5) Торопчин Вадим Владимирович

Округ № 4:
Округ № 34:
- 1) Бережной Юрий Евгеньевич
- 2) Боровицкий Вадим Александрович
- 3) Кривунь Александр Сергеевич
- 4) Онищенко Игорь Андреевич

Округ № 35:
- 1) Забавин Дмитрий Вячеславович
- 2) Кащий Любомир Владимирович
- 3) Клименко Игорь Георгиевич
- 4) Удачин Сергей Владимирович

Округ № 36:
- 1) Давыденко Александр Иванович
- 2) Дешина Светлана Александровна
- 3) Шеретько Анатолий Васильевич
- 4) Шляев Виталий Федорович

### Результаты выборов
По результатам выборов городским головой Мариуполя был избран в третий раз подряд Юрий Хотлубей. За него проголосовали 62 216 избирателей, или 50,46 %. На втором месте с результатом 14 385 голосов (11,67 %) — кандидат от партии «Фронт змин» Александр Ярошенко. Замыкает лидирующую тройку кандидат от КПУ Григорий Печеришный (9 543 голоса — 7,74 %), наименьшее количество у Виктора Сокруты — 203 голоса (0,16 %). Не поддержали ни одного из кандидатов 12 756 человек — 10,34 %.
По результатам выборов депутатов городского совета от партий (всего — 38 мест от 76 депутатов городского совета) прошли представители Партии Регионов — 26 мест, КПУ — 4 места, «Фронт змин» — 4 места, «Сильная Украина» — 2 места и СПУ — 2 места. По результатам выборов депутатов городского совета по мажоритарной системе все места (38) получили представители Партии регионов. Таким образом, 64 из 76 (84,2 %) от всех депутатов городского совета — представители Партии регионов.
Результаты следующие:
- Партия регионов — 65 032 (52,74 %)
- КПУ — 10 709 (8,68 %)
- «Фронт змин» — 10 174 (8,25 %)
- «Сильная Украина» — 4 736 (3,84 %)
- СПУ — 4 461 (3,62 %)707
- «Батьківщина» — 3 613 (2,93 %)
- КПУ (обновлённая) — 3 531 (2,86 %)
- Социал-демократическая партия Украины — 1 522 (1,23 %)
- Народная партия Украины — 759 (0,62 %)
- Союз левых сил — 658 (0,53 %)
- Партия «Новая политика» — 647 (0,53 %)
- Народная партия вкладчиков и социальной защиты — 432 (0,35 %)
- Союз анархистов Украины — 429 (0,35 %)
- Партия «Пора» — 308 (0,25 %)
- «Держава» — 240 (0,19 %)
- Народная власть — 186 (0,15 %)
- Партия «Общественная солидарность» — 155 (0,13 %)
- «Громада» — 126 (0,10 %)
- против всех — 11 516 (9,34 %)

Участие в местных выборах в многомандатном округе, на котором кандидаты в депутаты Донецкого облсовета были выдвинуты по партийным спискам, приняли 123 307 избирателей (явка — 35,77 %, бюллетеней для голосования изготовлено 350 тыс. 554). Голоса избирателей распределились следующим образом за областные организации политических партий:
- Партия регионов — 70 764 (57,39 %)
- КПУ — 12 370 (10,03 %)
- «Фронт змин» — 7 997 (6,49 %)
- «Сильна Украина» — 3 477 (2,82 %)
- «Батьківщина» — 3 348 (2,72 %)
- СПУ — 2 326 (1,89 %)
- против всех — 11 026 (8,94 %),
- Остальные партии набрали менее 2 000 голосов избирателей.

Примечательно различие в результатах выборов в городской и областной (голоса от Мариуполя) советы: за Партию регионов в областной совет отдали свои голоса на 5 732 голоса больше, чем в городской совет, что составляет более 4,6 % всех избирателей, зарегистрировавшихся в день выборов, что соразмеримо с общим числом проголосовавших исследований: «Сильная Украина», Батьківщина.
В одномандатных мажоритарных округах № 39 и 40 депутатами Донецкого облсовета были избраны Игорь Николаевич Карапейчик (за него было отдано 29 988 голосов из принявших участие в выборах 63 922 избирателей, 46,91 %) и Николай Николаевич Токарский (за него мариупольцы отдали 30 392 голоса из 59 329 избирателей, 51,23 %).

### Депутаты городского совета VI созыва
1. Авраменко Александр Васильевич (от Партии регионов по списку № 11)
2. Акайкин Евгений Анатольевич (от «Сильной Украины» по списку № 1)
3. Богатыренко Михаил Николаевич (от Партии регионов по списку № 10)
4. Бойко Валерий Викторович (от Партии регионов по мажоритарному округу № 18)
5. Варламов Юрий Александрович (от Партии регионов по списку № 5)
6. Вашура Савелий Анатольевич (от Партии регионов по мажоритарному округу № 28)
7. Власов Александр Юрьевич (от Партии регионов по мажоритарному округу № 13)
8. Воин Владимир Семёнович (от Партии регионов по мажоритарному округу № 6)
9. Гатамов Зураб Муссаевич (от Партии регионов по списку № 21)
10. Гусаков Георгий Николаевич (от Партии регионов по мажоритарному округу № 7)
11. Давыдова Галина Николаевна (от Партии регионов по мажоритарному округу № 17)
12. Дейнес Виталий Геннадьевич (от КПУ по одномандатному списку № 2)
13. Доценко Роман Анатольевич (от Партии регионов по мажоритарному округу № 29)
14. Дробот Светлана Владимировна (от Партии регионов по мажоритарному округу № 21)
15. Ермаков Олег Аркадьевич (от Партии регионов по мажоритарному округу № 37)
16. Жигиль Владимир Геннадьевич (от Партии регионов по мажоритарному округу № 31)
17. Иванов Пётр Владимирович (от Партии регионов по мажоритарному округу № 12)
18. Иванюшенко Олег Павлович (от Партии регионов по списку № 20)
19. Иващенко Константин Владимирович (от Партии регионов по мажоритарному округу № 3)
20. Карнаух Константин Прокофьевич (от Партии регионов по списку № 7)
21. Клименко Игорь Георгиевич (от Партии регионов по мажоритарному округу № 35)
22. Когут Михаил Михайлович (от Партии регионов по мажоритарному округу № 27)
23. Конько Марина Михайловна (от Партии регионов по списку № 22)
24. Коптева Надежда Михайловна (от Партии регионов по мажоритарному округу № 38)
25. Коробских Сергей Александрович (от Партии регионов по списку № 19)
26. Кривунь Александр Сергеевич (от Партии регионов по мажоритарному округу № 34)
27. Кузюткин Николай Николаевич (от Партии регионов по мажоритарному округу № 2)
28. Куркурина Галина Ивановна (от КПУ по одномандатному списку № 3)
29. Куркчи Константин Семёнович (от Партии регионов по мажоритарному округу № 24)
30. Курский Владимир Иванович (от Партии регионов по мажоритарному округу № 30)
31. Ларионов Александр Алексеевич (от Партии регионов по мажоритарному округу № 25)
32. Лехов Николай Петрович (от Партии регионов по списку № 23)
33. Литовка Виталий Анатольевич (от Партии регионов по списку № 15)
34. Лихачёва Галина Александровна (от СПУ по одномандатному списку № 1)
35. Любый Александр Всеволодович (от Партии регионов по списку № 2)
36. Любченко Иван Вениаминович (от Партии регионов по мажоритарному округу № 26)
37. Магера Сергей Васильевич (от Партии регионов по мажоритарному округу № 16)
38. Малецкий Борис Григорьевич (от Партии регионов по списку № 24)
39. Маликова Светлана Сергеевна (от Партии регионов по списку № 13)
40. Маслов Николай Владимирович (от Партии регионов по списку № 26)
41. Мацегора Семён Сергеевич (от Партии регионов по мажоритарному округу № 23)
42. Москалик Ирина Николаевна (от Партии регионов по мажоритарному округу № 10)
43. Набебин Леонид Николаевич (от КПУ по одномандатному списку № 4)
44. Одинцова Яна Владимировна (от Партии регионов по мажоритарному округу № 8)
45. Павлюков Александр Анатольевич (от Партии регионов по списку № 17)
46. Парасюк Сергей Васильевич (от «Фронта змин» по списку № 3)
47. Пашков Александр Петрович (от Партии регионов по мажоритарному округу № 1)
48. Печеришный Григорий Иванович (от КПУ по списку № 1)
49. Подъяблонский Михаил Иванович (от Партии регионов по списку № 3)
50. Пирч Ирина Владимировна (от Партии регионов по мажоритарному округу № 33)
51. Проценко Владимир Андреевич (от Партии регионов по мажоритарному округу № 14)
52. Рачинский Владимир Николаевич (от Партии регионов по списку № 8)
53. Решетняк Игорь Николаевич (от «Фронта змин» по списку № 2)
54. Романюк Александр Владимирович (от «Фронта змин» по списку № 4)
55. Росинский Алексей Константинович (от Партии регионов по мажоритарному округу № 4)
56. Смотров Александр Васильевич (от Партии регионов по мажоритарному округу № 9)
57. Соломка Григорий Николаевич (от Партии регионов по мажоритарному округу № 20)
58. Сорокин Алексей Евгеньевич (от Партии регионов по списку № 12)
59. Стремовский Александр Викторович (от Партии регионов по мажоритарному округу № 11)
60. Таранов Павел Александрович (от Партии регионов по мажоритарному округу № 15)
61. Тихонский Александр Адамович (от Партии регионов по мажоритарному округу № 19)
62. Узун Дмитрий Михайлович (от Партии регионов по мажоритарному округу № 5)
63. Федай Андрей Александрович (от Партии регионов по списку № 4)
64. Федай Александр Михайлович (от Партии регионов по мажоритарному округу № 32)
65. Федосов Александр Александрович (от Партии регионов по списку № 14)
66. Хоружий Алексей Иванович (от Партии регионов по списку № 18)
67. Хотлубей Дмитрий Юрьевич (от Партии регионов по списку № 9)
68. Хотлубей Игорь Юрьевич (от «Сильной Украины» по списку № 2)
69. Чагир Айна Геннадьевна (от Партии регионов по списку № 16)
70. Чекмак Дмитрий Владимирович (от Партии регионов по списку № 25)
71. Чентуков Юрий Ильич (от Партии регионов по списку № 6)
72. Чепурной Анатолий Данилович (от Партии регионов по списку № 1)
73. Чулай Евгений Александрович (от Партии регионов по мажоритарному округу № 22)
74. Шеретько Анатолий Васильевич (от Партии регионов по мажоритарному округу № 36)
75. Яременко Николай Дмитриевич (от СПУ по списку № 2)
76. Ярошенко Александр Александрович (от «Фронта змин» по списку № 1)

## Выборы 2010 (президентские)
Мариуполь был разбит на два территориальных избирательных округа(ТИО):
- № 58 Ориентировочное количество избирателей 179100; Количество избирательных участков — 119; Центр: город Мариуполь, Орджоникидзевский район; включает: Ильичевский, Орджоникидзевский районы в городе Мариуполе
- № 59 Ориентировочное количество избирателей 177500; Количество избирательных участков — 103; Центр: город Мариуполь, Жовтневый район; включает: Жовтневый, Приморский районы в городе Мариуполе

### Результаты[1]
| Кандидат          | % в ТИО № 58: | % в ТИО № 59: |
| ----------------- | ------------- | ------------- |
| Виктор Янукович   | 72,67 %       | 69,81 %       |
| Сергей Тигипко    | 7,38 %        | 8,44 %        |
| Юлия Тимошенко    | 4,49 %        | 5,01 %        |
| Петр Симоненко    | 3,97 %        | 4,54 %        |
| Арсений Яценюк    | 3,44 %        | 3,86 %        |
| Инна Богословская | 2,21 %        | 2,37 %        |
| Виктор Ющенко     | 0.76 %        | 0.81 %        |
| Владимир Литвин   | 0,69 %        | 0,8 %         |
| Анатолий Гриценко | 0,56 %        | 0,75 %        |
| Олег Тягнибок     | 0,22 %        | 0,28 %        |
| Александр Мороз   | 0,14 %        | 0,17 %        |
| Василий Протывсих | 0,06 %        | 0,05 %        |
| Александр Пабат   | 0,04 %        | 0,04 %        |
| Юрий Костенко     | 0,03 %        | 0,04 %        |
| Людмила Супрун    | 0,02 %        | 0,02 %        |
| Сергей Ратушняк   | 0,02 %        | 0,02 %        |
| Михаил Бродский   | 0,02 %        | 0,02 %        |
| Олег Рябоконь     | 0,01 %        | 0,01 %        |

## Выборы 2007 (парламентские)

### Результаты

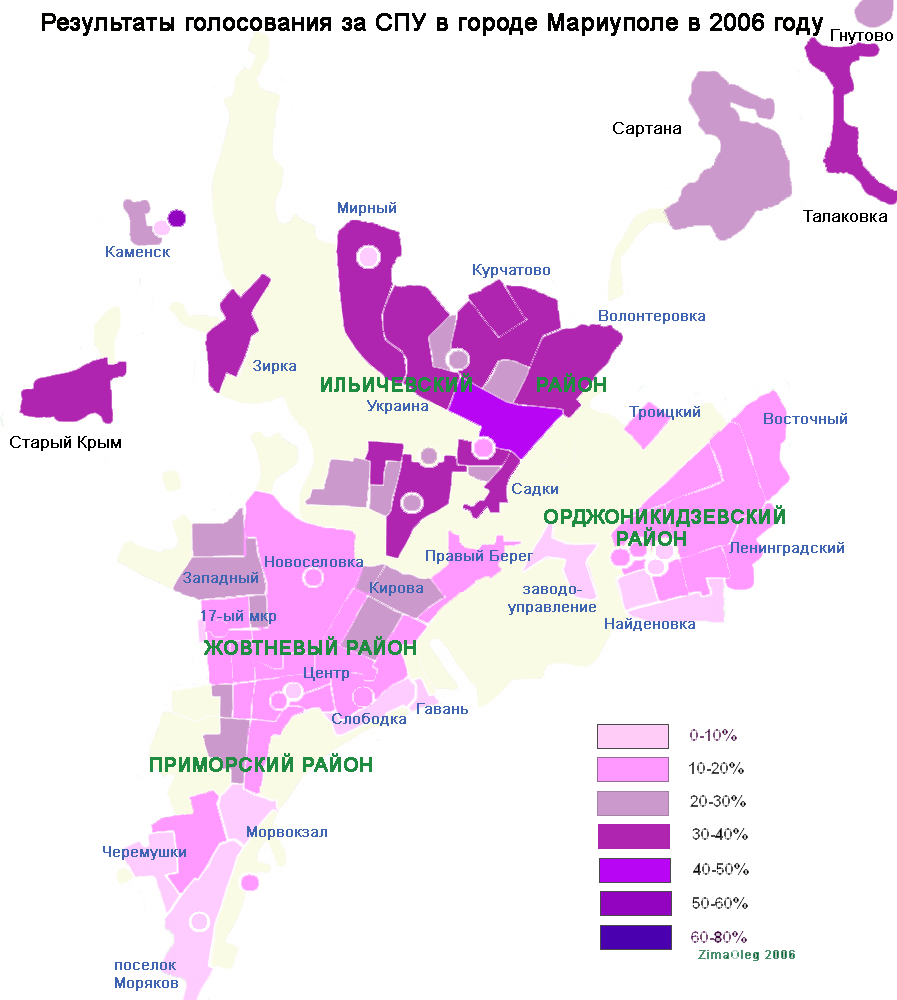
Результаты выборов 2006 СПУ в Мариуполе

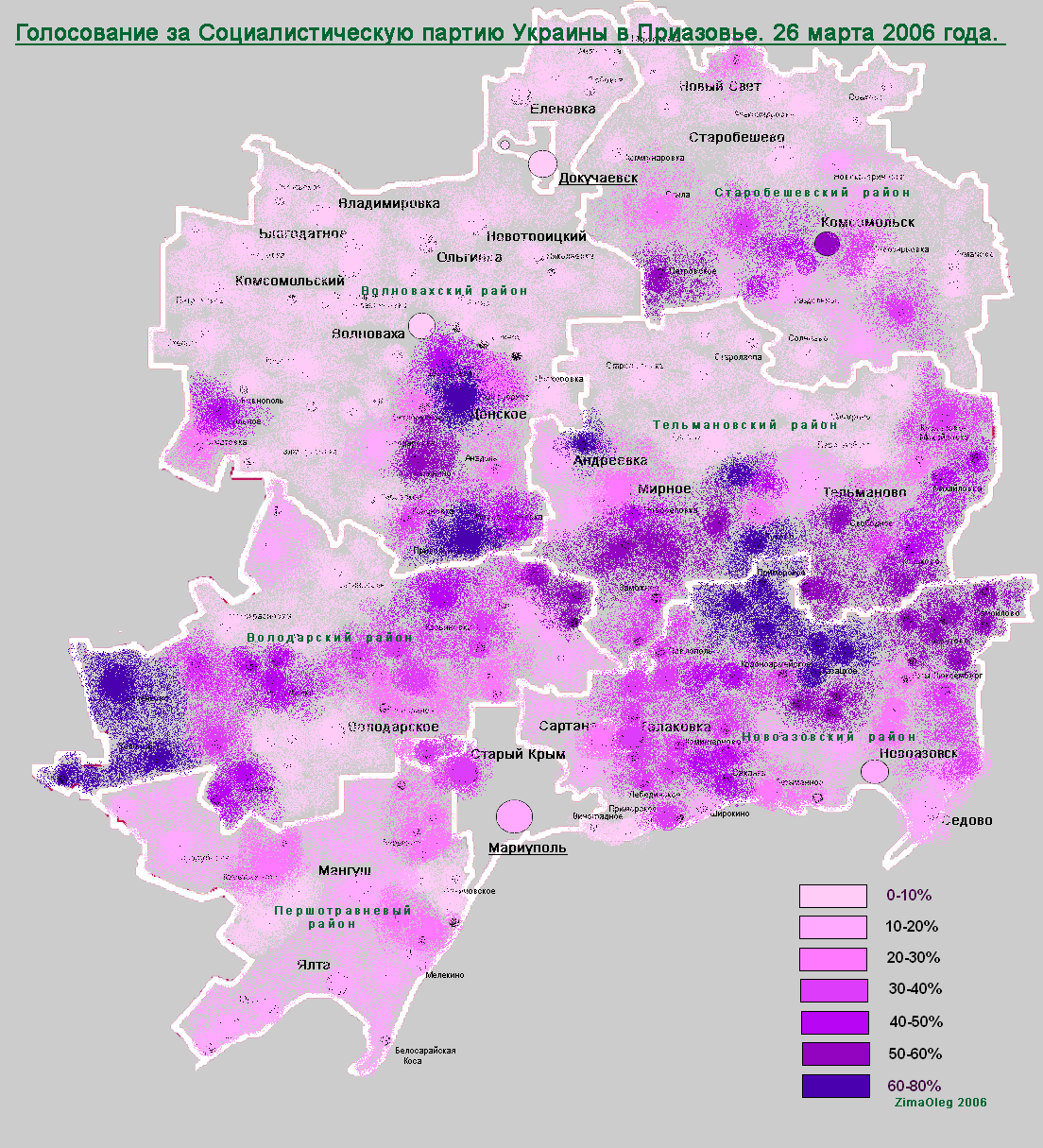
Результаты выборов 2006 СПУ в Приазовье

На парламентских выборах 2007 года за Партию регионов проголосовало 42,6 % мариупольцев, за Социалистическую партию Украины 42,4 %, за Компартию Украины 4,1 % избирателей. Несмотря на огромную поддержку Соцпартии в Мариуполе (в одном из двух избирательных округов она даже получила более половины голосов), СПУ не прошла в парламент.

## Выборы 2006 (парламентские)

### Результаты
Итоги голосования на выборах депутатов Верховной Рады Украины 26 марта 2006 года по 48 (Ильичевский и Приморский районы) и 49 (Жовтневый и Орджоникидзевский районы) округов города Мариуполя.
- Всего избирателей — 363 668
- Проголосовало (явка) — 242 453 (66,67 %)

| Партия, блок                               | Лидер           | Количество голосов | %     |
| ------------------------------------------ | --------------- | ------------------ | ----- |
| Партия регионов                            | Янукович ВФ     | 136 719            | 56,39 |
| Социалистическая партия Украины, СПУ       | Мороз АА        | 44 701             | 18,44 |
| Блок Наталии Витренко "Народная оппозиция" | Витренко НМ     | 17 502             | 7,22  |
| Коммунистическая партия Украины, КПУ       | Симоненко ПН    | 8 389              | 3,46  |
| Блок Юлии Тимошенко                        | Тимошенко ЮВ    | 4 555              | 1,88  |
| Наша Украина                               | Ехануров ЮИ     | 4 065              | 1,68  |
| ПНЭРУ                                      | Матвиенко ПВ    | 3 478              | 1,43  |
| Виче                                       | Богословская ИГ | 4 065              | 1,68  |
| Не Так!                                    | Кравчук ЛМ      | 2 848              | 1,17  |
| Партия экологического спасения «ЭКО+25%»   | Амосова ЕН      | 1 318              | 0,54  |
| Блок Юрия Кармазина                        | Кармазин ЮА     | 1 105              | 0,46  |
| Партия Зеленых Украины                     | Кононов ВН      | 771                | 0,32  |
| Народный блок Литвина                      | Литвин ВМ       | 662                | 0,27  |
| Народный Рух за Единство                   | Бойко БФ        | 612                | 0,25  |
| Селянская партия Украины                   | Яворский А. П.  | 502                | 0,21  |
| "Гражданский блок ПОРА-ПРП"                | Кличко ВВ       | 501                | 0,21  |
| Другие*                                    |                 | 4492               | 1,85  |
| Против всех                                |                 | 2 702              | 1,11  |

* Другие 29 партий, набравших менее 500 голосов избирателей за каждую
Карты, отображающие результаты голосования в Мариуполе и Донецкой области на парламентских выборах на Украине 2006 г.

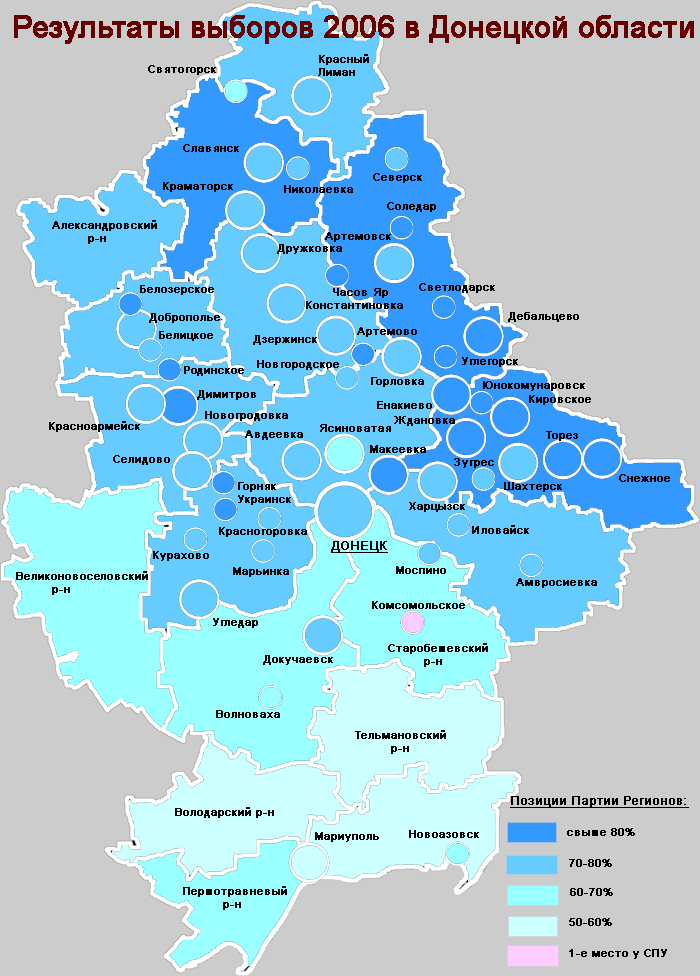
Партия регионов
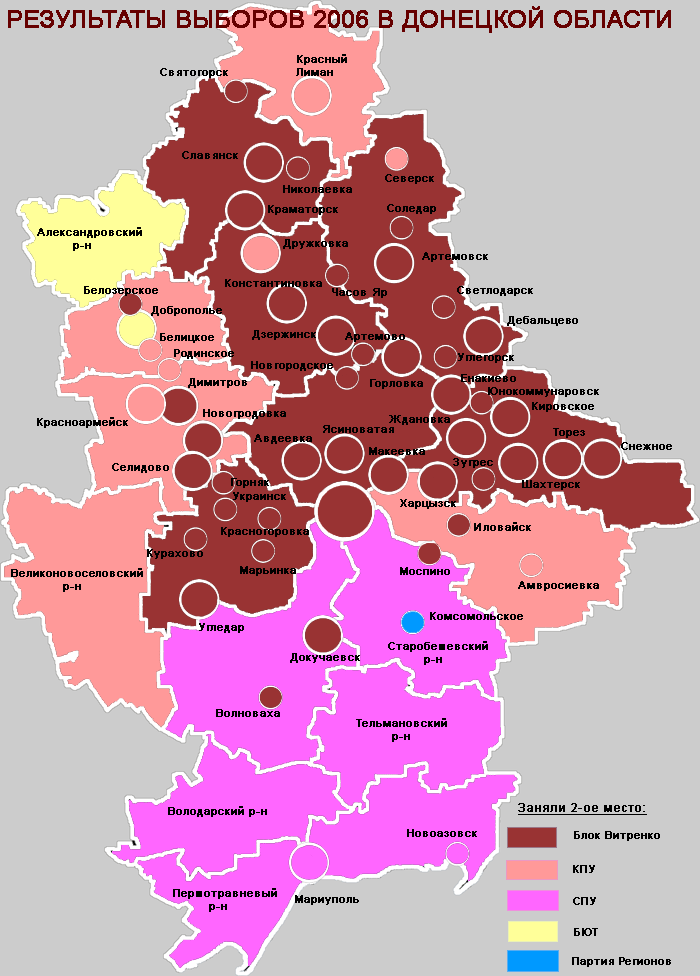
Второе место
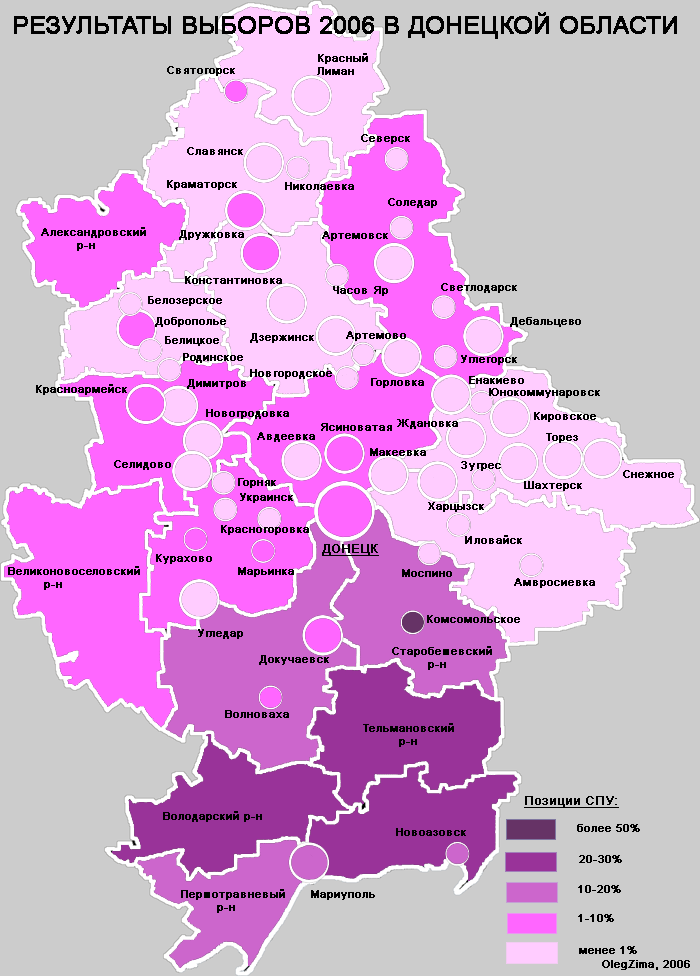
СПУ

### Выборы в городской совет
3-процентный барьер преодолели 3 партии и 1 избирательный блок:
1. Партия регионов — получила 39,72 % голосов — 41 мандат в горсовете,
2. Социалистическая партия Украины — получила 20,38 % голосов — 21 мандат в горсовете,
3. Блок Натальи Витренко — получил 9,53 % голосов — 10 мандатов в горсовете,
4. Коммунистическая партия Украины — получила 3,29 % голосов — 3 мандата в горсовете.

Как видно, все политические силы, кроме СПУ (читай — Ильичевцы), на местных выборах в Мариуполе получили меньший результат, чем на выборах в Верховную Раду Украины.
После окончания выборов Партия регионов и Блок Натальи Витренко заявили о создании большинства в горсовете (всего голосов — 52, то есть 69,3 %: 41 от Партии регионов, 10 от Блока Натальи Витренко плюс избранный городской голова, Хотлубей Юрий Юрьевич). СПУ и КПУ заявили о своей оппозиции.
Председателями всех 12 постоянных комиссий горсовета стали представители большинства, кроме того представители большинства заняли все 15 мест исполкома горсовета, глав райадминистраций, заместителей городского головы, секретариат горсовета.

### Выборы в Верховную Раду Украины
Депутати стали представители Мариуполя:
- Бойко, Владимир Семёнович — номер 8 (Социалистическая партия Украины, СПУ) — представитель Мариупольский металлургический комбинат имени Ильича, 1938 года рождения, беспартийный.
- Матвиенков, Сергей Анатольевич — номер 25 (Социалистическая партия Украины, СПУ) — представитель Мариупольский металлургический комбинат имени Ильича, 1957 года рождения.
- Белый, Алексей Петрович — номер 31 (Партия Регионов Украины) — бывший генеральный директор ОАО «Металлургический комбинат Азовсталь», 1961 года рождения, член Партии регионов.
- Савчук, Александр Владимирович — номер 32 (Партия Регионов Украины) — председатель правления, генеральный директор ОАО «Мариупольский завод тяжелого машиностроения» («Азовмаш»), 1954 года рождения, член Партии регионов.

Кроме того баллотировались в народные депутаты следующие жители Мариуполя — кандидаты в народные депутаты Украины: Федосов Александр Александрович (№ 55, СПУ), Тернавский Юрий Иванович (№ 60, СПУ), Иванченко Анатолий Семенович (№ 81, СПУ), Кафтанов Александр Сергеевич (№ 243, Наша Украина), Толстенко Олег Анатольевич (№ 284, Наша Украина), Колосов Виталий Павлович (№ 293, Наша Украина), Фоменко Александр Григорьевич (№ 166, КПУ), Дейнес Виталий Геннадьевич (№ 314, КПУ), Яровой Владимир Анатольевич (№ 180, Не Так), Гнатиенко Игорь Владимирович (№ 202, Не Так), Зубаченко Майя Борисовна (№ 227, Не Так), Романов Дмитрий Юрьевич (№ 81, Блок Олийныка), Хитрик Анна Анатольевна (№ 46, Виче), Гаевая Оксана Сергеевна (№ 54, Виче) и др.

### Выборы городского головы Мариуполя
Победу на выборах 2006 года одержал Хотлубей Юрий Юрьевич.
Были зарегистрированы 11 кандидатов:
- Хотлубей Юрий Юрьевич (1943 года рождения, самовыдвиженец, нынешний городской голова Мариуполя, член Партии Регионов)
- Тернавский Юрий Иванович (1968 года рождения, самовыдвиженец, заместитель генерального директора Мариупольского металлургического комбината имени Ильича, беспартийный)
- Печеришный Григорий Иванович (1944 года рождения, выдвинут Компартией Украины, членом которой является, начальник электросталеплавильного участка ФСЛЦ комбината имени Ильича)
- Толстенко Олег Анатольевич (1962 года рождения, выдвинут политической партией «Народный союз „Наша Украина“», членом которой является, председатель совета учредителей ООО «Торговый дом „Максим“», президент гражданской организации «Актив-фактор»)
- Шадура Василий Васильевич (1964 года рождения, самовыдвиженец, адвокат ООО «Квітень» (рус. — «Апрель»), член партии «Держава»)
- Комиссарова Инна Анатольевна (1963 года рождения, самовыдвиженец, руководитель транспортной компании «Трансмари», член партии «Реформы и порядок»)
- Яременко Николай Дмитриевич (1960 года рождения, выдвинут Соцпартией Украины, членом которой является, директор КП спецСМУ № 4), кандидатура снята с голосования
- Петросов Виктор Аркадьевич (1943 года рождения, выдвинут «Партией политики Путина», пенсионер, советник Городского головы Мариуполя, беспартийный)
- Гайдаров Сергей Владимирович (1976 года рождения, выдвинут «Партией патриотических сил Украины», членом которой является, адвокат Мариупольской коллегии адвокатов)
- Малихин Василий Дмитриевич (1951 года рождения, самовыдвиженец, начальник управления «Донецкводоканал», беспартийный), кандидатура снята с голосования.
- Мигоцкий Владимир Иванович (1955 года рождения, самовыдвиженец, директор ЧП «Антон», беспартийный)

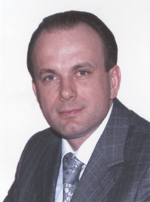
Тернавский Юрий Иванович
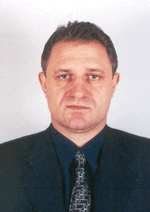
Толстенко Олег Анатольевич

### Выборы депутатов Донецкого областного совета
Депутатами облсовета стали следующие мариупольцы:
- Бойко ВС (СПУ)
- Каира НИ (СПУ, заместитель гендиректора ОАО «ММК имени Ильича»)
- Подъяблонский МИ (СПУ, председатель профкома ОАО «ММК имени Ильича»)
- Печеришный ГИ (КПУ, начальник участка ОАО «ММК имени Ильича»)
- Макеев АН (Партия Регионов, директор по социальным вопросам ОАО "МК «Азовсталь»)
- Рыщенко АИ (Партия Регионов, зам. директора ОАО "МК «Азовсталь»)
- Осипцов ВН (Партия Регионов, гендиректор ЗАО "ТД «Азовобщемаш»)
- Шпак СА (Партия Регионов, вице-президент ОАО «Азовмаш»)

## Выборы 2004 (президентские)
На президентских выборах 2004 года убедительную победу одержал Янукович, Виктор Федорович. Хотя разница в двух последних турах составила 37 %, то есть Янукович потерял в Мариуполе более 100 тысяч голосов.
3-й тур (26 декабря 2004)
- Количество избирателей — 379383
- Явка избирателей — 297689 (78,47 %)
- Янукович, Виктор Федорович — 271199 (91,1 %)
- Ющенко, Виктор Андреевич — 17666 (5,93 %)

2-й тур (21 ноября 2004)
- Количество избирателей — 393655
- Явка избирателей — 383244 (97,36 %)
- Янукович, Виктор Федорович — 371411 (96,91 %)
- Ющенко, Виктор Андреевич — 6633 (1,73 %)

1-й тур (31 октября 2004)
- Количество избирателей — 375158
- Явка избирателей — 279016 (74,37 %)
- Янукович, Виктор Федорович — 235070 (84,25 %)
- Ющенко, Виктор Андреевич — 12163 (4,36 %)
- Симоненко, Петр Николаевич — 8579 (3,07 %)
- Витренко, Наталья Михайлович — 3428 (1,29 %)
- Мороз, Александр Александрович — 2407 (0,86 %)
- Кинах, Анатолий Кириллович — 1642 (0,59 %)
- Яковенко, Александр Николаевич — 1394 (0,50 %)
- Черновецкий, Леонид Михайлович — 849 (0,30 %)

## Выборы 2002 (парламентские)
(31 марта 2002)
В результате парламентских и местных выборов по мажоритарным округам стали народными депутатами Матвиенков и Колониари, по многомандатному общегосударственному округу первое место занял Избирательный Блок «За Единую Украину», на втором месте Компартия Украины. Городским головой избран Юрий Хотлубей.
мажоритарный округ № 55
- Количество избирателей — 180 265
- Явка избирателей — 101 237 (56,16 %)
- Матвиенков, Сергей Анатольевич — (68,02 % — 68 870 голосов, блок «За Единую Украину») — самый высокий показатель по Донецкой области
- другие кандидаты:
  - Титаренко Владимир Иванович (10,47 % — 10 600 голосов, КПУ)
  - Шмачков Пётр Леонидович (3,18 % — 3 227 голосов, блок «Наша Украина»)
  - Таиров Владимир Петрович (2,03 % — 2 060 голосов, СПУ)
  - Дейнеко Виктор Васильевич (2,02 % — 2 052 голосов, партия «Яблоко»)
  - Чёрный Николай Александрович (1,15 % — 1 171 голосов, блок «Единство»)
  - Сопильник Анатолий Николаевич (1,11 % — 1 131 голосов)

мажоритарный округ № 56
- Количество избирателей — 171 093
- Явка избирателей — 94 837 (55,43 %)
- Колониари, Александр Петрович — (38,77 % — 36 771 голосов, блок «За Единую Украину»)
- другие кандидаты:
  - Бакланская Ольга Николаевна (17,60 % — 16 692 голосов, КПУ)
  - Мороз Анатолий Михайлович (9,80 % — 9 300 голосов, блок «Наша Украина»)
  - Гайдаров Сергей Владимирович (2,63 % — 2 498 голосов)
  - Мойсидис Роберт Николаевич (2,34 % — 2 226 голосов, блок Н. Витренко)
  - Агибалов Валерий Викторович (2,25 % — 2 136 голосов)
  - Бродский Валерий Иосифович (2,25 % — 2 135 голосов, партия «Яблоко»)
  - Мищенко Андрей Викторович (1,44 % — 1 370 голосов)
  - Коробов Игорь Викторович (1,39 % — 1 319 голосов, СПУ)
  - Потапов Сергей Владимирович (0,97 % — 927 голосов)
  - Черевко Владимир Владимирович (0,94 % — 896 голосов, объединение левых «Справедливость»)
  - Гаевец Сергей Петрович (0,69 % — 657 голосов)
  - Назаренко Владимир Васильевич (0,60 % — 570 голосов)

многомандатный общегосударственный округ
- Количество избирателей — 351323
- Явка избирателей — 196199 (55,85 %)
- ИБ «За единую Украину!» — 88894 (45,31 %)
- Коммунистическая партия Украины — 46223 (23,56 %)
- Блок Виктора Ющенко «Наша Украина» — 8204 (4,18 %)
- СДПУ(о) — 6999 (3,57 %)
- Блок Наталии Витренко — 6471 (3,3 %)
- Партия Зеленых Украины — 3251 (1,66 %)
- КПУ(о) — 2671 (1,36 %)
- Команда озимого поколения — 2632 (1,34 %)
- Женщины за будущее — 2561 (1,31 %)
- Социалистическая партия Украины — 2321 (1,18 %)

## Выборы 1999 (президентские)
Победу в президентских выборах одержал Кучма Леонид Данилович
2-й тур (14 ноября 1999)
- Количество избирателей — 367414
- Явка избирателей — 250336 (68,98 %)
- Кучма, Леонид Данилович — 143471 (57,31 %)
- Симоненко, Петр Николаевич — 94133 (37,6 %)

1-й тур (31 октября 1999)
- Количество избирателей — 364694
- Явка избирателей — 224813 (61,64 %)
- Кучма, Леонид Данилович — 93349 (41,52 %)
- Симоненко, Петр Николаевич — 62692 (27,89 %)
- Витренко, Наталья Михайловна — 38847 (17,28 %)
- Мороз, Александр Александрович — 6349 (2,82 %)
- Марчук, Евгений Кириллович — 3957 (1,76 %)
- Костенко, Юрий Иванович — 2692 (1,2 %)
- Удовенко, Геннадий Иосифович — 1402 (0,62 %)

## Выборы 1998 (местные)
Городским головой Мариуполя избран Хотлубей Юрий Юрьевич.

## Выборы 1998 (парламентские)
Выборы проходили по смешанной системе. По мажоритарной системе в Верховную Раду прошли беспартийные депутаты Матвиенков Сергей Анатольевич (избран в округе № 55: Ильичёвский и большая часть Жовтневого района, набрал 54,22 %) и Лытюк Анатолий Иванович (избран в округе № 56: Орджоникидзевский, Приморский и небольшая часть Жовтневого района, набрал 43,90 %). Другие кандидаты по округу № 55:
- Матвиенков Сергей Анатольевич — 54,22 % (70 497 голосов)
- Колосов Виталий Павлович — 16,38 % (21 305 голосов)
- Печеришный Григорий Иванович — 6,73 % (8 755)
- Тараш Василий Нестерович — 4,04 % (5 257)
- Довбуш Сергей Иванович — 2,42 % (3 154)
- Герасимчук Анатолий Андреевич — 1,44 % (1 881)
- Орлов Андрей Анатольевич — 1,39 % (1 820)
- Чигарёв Валерий Васильевич — 1,31 % (1 709)
- Шинкаренко Анатолий Константинович — 0,78 % (1 027)
- Леденёв Николай Николаевич — 0,62 % (815)
- Супруненко Анатолий Григорьевич — 0,60 % (789)
- Ганжа Николай Николаевич — 0,57 (0.57)
- Бороменський Игорь Владимирович — 0,38 % (506)
- Авраменко Игорь Викторович −0,33 (438)
- Мокеев Анатолий Михайлович 0 0,31 (412)
- Павлюк Виктор Степанович 0,22 (287)

Другие кандидаты по округу № 56:
- Лытюк Анатолий Иванович — 43,90 % (49 274 голосов)
- Поживанов Михаил Александрович — 23,44 % (26 319)
- Терещук Василий Васильевич — 8,30 % (9 318)
- Сухоруков Виктор Константинович — 5,44 % (6 110)
- Бойков Вячеслав Григорьевич — 2,31 % (2 601)
- Мороз Анатолий Михайлович — 1,91 % (2 147)
- Агибалов Валерий Викторович — 1,10 % (1 238)
- Богданович Анастасия Леонидовна — 1,09 % (1 231)
- Шаповалов Владимир Иванович — 0,88 % (996)
- Морозов Виктор Сильвестрович — 0,57 % (642)
- Курпе Геннадий Валентинович — 0,57 % (640)
- Климов Владимир Анатольевич — 0,54 % (610)
- Стародубцев Вячеслав Константинович — 0,50 % (572)
- Шестаков Виктор Петрович — 0,49 % (558)
- Галас Мирон Иванович — 0,31 % (352)
- Яковлев Станислав Аркадьевич — 0,24 % (280)
- Серенко Александр Никитович — 0,23 % (264)
- Ганжеев Виктор Александрович — 0,21 % (246)
- Ефременко Юрий Григорьевич — 0,20 % (226)
- Назаренко Владимир Васильевич — 0,18 % (203)
- Кадава Виктор Владимирович — 0,15 % (173)

## Выборы 1994 (местные)
В июне прошли выборы городского головы, победу одержал М. Поживанов (112 295 голосов), за бывшего городского голову Ю. Хотлубея проголосовало 85 318 жителей.

## Выборы 1994 (парламентские)
Первый тур прошёл 27 марта 2004, но ни один из кандидатов не победил в первом туре, по результатам следующих туров от Мариуполя были выбраны 5 депутатов (каденция с 11 мая 1994 по 12 мая 1998):
- Пудрик Валерий Юрьевич (фракция КПУ) по округу № 134 «Мариупольский-Жовтневый»
- Поживанов Михаил Александрович (беспартийный) по округу № 135 «Мариупольский-Ильичёвский»
- Мирошниченко Людвиг Николаевич (беспартийный) по округу № 136 «Мариупольский-Орджоникидзевский»
- Шестаков Виктор Петрович (фракция КПУ) по округу № 137 «Мариупольский-Орджоникидзевский»
- Терещук Василий Васильевич (фракция КПУ) по округу № 138 «Мариупольский-Приморский»

## Выборы 1990 (парламентские)
От Мариуполя были выбраны 5 депутатов (каденция с 15 мая 1990 по 10 мая 1994):
- Хотлубей Юрий Юрьевич (52,21 % голосов по округу № 135 «Мариупольский-Жовтневый»)
- Подъяблонский Михаил Иванович (58,64 % голосов по округу № 136 «Мариупольский-Ильичёвский»)
- Булянда Александр Алексеевич (52,05 % голосов по округу № 137 «Мариупольский-Орджоникидзевский»)
- Бандура Анатолий Иванович (62,46 % голосов по округу № 138 «Мариупольский-Приморский»)
- Задорожный Борис Васильевич (48,63 % голосов по округу № 139 «Мариупольский-Центральный»)